# Anaurilândia
Anaurilândia är en kommun i Brasilien.   Den ligger i delstaten Mato Grosso do Sul, i den södra delen av landet, 900 km sydväst om huvudstaden Brasília. Antalet invånare är 8 494.
Omgivningarna runt Anaurilândia är huvudsakligen savann. Runt Anaurilândia är det mycket glesbefolkat, med 2 invånare per kvadratkilometer.